# Sawas Gendtsoglu
Sawas Gendtsoglu (grec. Σάββας Γκέντσογλου, ur. 19 września 1990 w Aleksandropolis) – grecki piłkarz występujący na pozycji pomocnika w saudyjskim klubie Al-Adalah FC. Wychowanek stołecznego AEK-u.

## Kariera klubowa

### AEK i wypożyczenia
W 2006 został włączony do kadry pierwszego zespołu AEK-u. W sierpniu 2007 został wypożyczony na rok do grającego w Gamma Etniki Panachaiki GE. Gendtsoglu nie grał jednak zbyt wiele, dlatego wypożyczenie zostało skrócone i na następną rundę trafił do AO Nea Jonia. Do AEK-u wrócił po sezonie 2007/2008. Swój debiut dla ateńskiego klubu zaliczył 26 kwietnia 2008 w wyjazdowym, zremisowanym 1:1 meczu 30. kolejki z PAE Ergotelis. Prawie miesiąc po tym wydarzeniu, 25 czerwca 2008 Gentsoglou przedłużył umowę z AEK-iem do końca 2014. Początkowo grał jako środkowy obrońca, jednak w połowie sezonu 2009/2010 trener Dušan Bajević, przesunął go na pozycje defensywnego pomocnika. Grając na szóstce, stał się etatowym zawodnikiem pierwszego składu i jednym z filarów drużyny. 21 listopada 2009, w wyjazdowym, przegranym 2:1 meczu 11. kolejki z AO Kawala, zdobył swojego debiutanckiego gola, strzelając z głowy. 20 maja 2010 renegocjował swój kontrakt z klubem i podpisał nowy. W sezonie 2010/2011 zdobył swoje pierwsze trofeum - razem z klubem wygrał Puchar Grecji.

### Sampdoria i kolejne wypożyczenia
19 stycznia 2012 podpisał kontrakt z włoskim klubem UC Sampdoria. 13 sierpnia 2012 został wypożyczony do grającego w Serie B AS Livorno Calcio. W Livorno zadebiutował 3 września 2012, pojawiając się na boisku w 81. minucie, za Alessandro Lambrughiego, w domowym, wygranym 3:2 meczu 2. kolejki z Calcio Padova. W Livorno rozegrał łącznie 35 meczów oraz przyczynił się do awansu do Serie A.
Na sezon 2013/2014 powrócił do Sampdorii. Zadebiutował 6 października 2013, wychodząc w pierwszym składzie, w domowym, zremisowanym 2:2 meczu 7. kolejki z Torino FC. Ostatecznie nie zdołał wywalczyć sobie składu, dlatego został ponownie wypożyczony do klubu grającego na poziomie Serie B. Tym razem była to Spezia Calcio. W barwach Spezii zagrał po raz pierwszy 25 stycznia 2014, w wyjazdowym, wygranym 1:2 meczu 22. kolejki z AS Cittadellą.

### Powrót do Grecji
30 sierpnia 2014 Gentsoglou powrócił do Grecji, aby kontynuować karierę w klubie grającym w greckiej ekstraklasie, przeciwko któremu strzelił debiutancką bramkę, a więc dla PAE Ergotelis. Podpisał dwuipółletni kontrakt. W ojczyźnie zagrał powtórnie 21 września 2014, w wyjazdowym, wygranym 1:4 meczu 4. kolejki z Niki Wolos.

### Drugie podejście do Włoch
23 czerwca 2015 grające w Serie B FC Bari 1908, ogłosiło podpisanie umowy z Gentsoglou do lata 2018. Dla Galletti zadebiutował 9 sierpnia 2015, w domowym, przegranym 1:2 meczu 2. rundy Pucharu Włoch z Foggią Calcio. W lidze zadebiutował 31 października 2015, w domowym, zremisowanym 1:1 meczu 11. kolejki z Novarrą Calcio.

### Hajduk Split
8 sierpnia 2016, chorwacki Hajduk poinformował o wypożyczeniu Gentdsoglu na okres dwunastu miesięcy. 14 sierpnia 2016 zadebiutował w klubie ze Splitu, w 5. kolejce 1. HNL, grając 66 minut w wyjazdowym, zremisowanym meczu 1:1 z NK Osijek, zanim został zastąpiony przez Tomę Bašicia.
27 czerwca 2017 Gentsoglou rozwiązał kontrakt z Bari i podpisał dwuletni kontrakt z Hajdukiem. 23 lipca 2017, podczas wyjazdowego, zremisowanego 2:2 meczu 2. kolejki z Interem Zaprešić, strzelił swojego pierwszego gola dla Hajduka. W Hajduku rozegrał łącznie 62 meczów, w których zdobył 2 bramki i zaliczył 10 asyst. Z klubem osiągnął dwukrotnie finał Pucharu Chorwacji.

### APOEL
16 lipca 2018 pomocnik przeniósł się do cypryjskiego APOEL-u, podpisując dwuletnią umowę. Dla mistrza Cypru zadebiutował 2 sierpnia 2018, w meczu rewanżowym 2. rundy kwalifikacji do Ligi Europy UEFA z Florą Tallinn. W lidze cypryjskiej, pierwszy mecz rozegrał 16 września 2018 z Ermisem Aradipu. W sezonie 2018/2019, razem z APOEL-em zdobył pierwsze mistrzostwo w swojej karierze.

### Al-Adalah FC
29 stycznia 2020 Sawas Gendtsoglu rozwiązał umowę z APOEL-em i podpisał kontrakt z saudyjskim beniaminkiem Al-Adalah obowiązujący do końca sezonu, który jednak automatycznie przedłuży się jeśli klub nie spadnie z Saudi Professional League. W barwach Al-Adalah zadebiutował 1 lutego 2020, w domowym, zremisowanym 1:1 meczu 1. kolejki z Al-Ahli Dżudda.

## Kariera reprezentacyjna
Reprezentant Grecji na szczeblach młodzieżowych. Z reprezentacją do lat 19. wywalczył awans na Młodzieżowe Mistrzostwa Europy w 2008.

## Sukcesy

### AEK
- Zdobywca Pucharu Grecji: 2010/2011
- Finalista Pucharu Grecji: 2008/2009

### Hajduk Split
- Finalista Pucharu Chorwacji:  2016/2017, 2017/2018

### APOEL
- Mistrz Cypru: 2018/2019
- Finalista Pucharu Cypru: 2018/2019
- Zdobywca Superpucharu Cypru: 2019

## Życie prywatne
Od 2013 do 2018 spotykał się ze starszą od siebie piosenkarką, Angeliki Iliadi. Z tego związku ma syna Wasilisa Gendtsoglu (ur. 8 lipca 2014).